# Franz Ignaz Beck

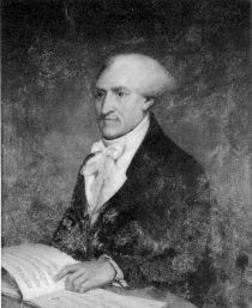
Franz Ignaz Beck

Franz Ignaz Aloys Beck (getauft 20. Februar 1734 in Mannheim; † 31. Dezember 1809 in Bordeaux) war ein deutscher Komponist und Musiker.

## Leben
Nach den biographischen Aufzeichnungen seines Schülers Henri-Louis Blanchard (1778–1858) erhielt Franz Beck die erste musikalische Ausbildung von seinem Vater Franz Aloys Beck, der u. a. als Hofoboist in der Hofkapelle des Kurfürsten Carl Theodor tätig war. Nach dem plötzlichen Tode seines Vaters (1742) wurde der Unterricht vermutlich von einem Hofmusiker fortgesetzt, möglicherweise sogar von Johann Stamitz. In den Jahren von 1745 bis 1746 ist der inzwischen zur Vollwaise gewordene Beck als Diskantist im Chor der Heiliggeistkirche in Heidelberg nachgewiesen. Nach einem Duell, der mit dem vorgetäuschten Tod seines Duellgegners endete, floh er nach Italien. Über Venedig, wo er bei Baldassare Galuppi Komposition studierte, reiste er über Neapel nach Frankreich. Dort wird er sich zunächst in Paris aufgehalten haben, da dort im Herbst 1757 erstmals drei seiner Sinfonien im Concert spirituel gespielt wurden. Kurz darauf erschien der erste Sammeldruck von sechs Sinfonien, der ihn auf dem Titelblatt als Schüler von Johann Stamitz ausweist.
Nach einer kurzen Konzertmeistertätigkeit in Marseille gelangte Franz Beck 1761 oder 1762 nach Bordeaux, wo er mit der Leitung des Opernorchesters betraut wurde. Als »Maître de musique« war er bis zu seiner Entlassung 1798 nicht nur für die Theateraufführungen und Konzerte zuständig, sondern hatte auch für diese Anlässe zu komponieren bzw. fremde Werke für die Aufführungen einzurichten. In den folgenden Jahrzehnten prägte Franz Beck das Musikleben der Stadt nachhaltig. Von 1774 bis 1788 war er zusätzlich als Organist am Domkapitel von Saint-Seurin tätig, 1786 wählte ihn die neu gegründete Gesellschaft Musée (später: Société Philomathique) zu ihrem »Commissaire du Comité de musique«. Unter seiner Leitung wurden die regelmäßig veranstalteten Konzerte zu einer festen, professionellen und überregional beachteten musikalischen Einrichtung. In den abwechslungsreichen Konzertprogrammen machte Beck die Bürger von Bordeaux mit den Werken der wichtigsten zeitgenössischen Komponisten bekannt, zu denen auch namhafte Vertreter der Mannheimer Schule gehörten. Als das gesamte Theaterensemble in den Wirren der Französischen Revolution am 28. November 1793 verhaftet wurde, musste sich auch Franz Beck vor dem Tribunal verantworten, das er glücklicherweise von seiner Unschuld überzeugen konnte und so am 6. Januar 1794 wieder freigelassen wurde.
Zu Becks musikalischen Aufgabengebieten zählte nicht zuletzt auch der Kompositions- und Instrumentalunterricht. Der vielseitige Musiker galt als Meister der Violine, Orgel und des Klaviers. Stellvertretend aus dem Kreis seiner zahlreichen Schüler sind neben Henri-Louis Blanchard, Pierre-Jean Garat, Pierre Gaveaux, Bernard Germain Lacépède, Prosper-Charles Simon und Robert Nicolas-Charles Bochsa zu nennen.
Die letzten Lebensjahre verbrachte der Komponist zurückgezogen im Kreis seiner Familie. 1801 zog Beck zu seinem Sohn Jean-François-Auguste in die rue des Religieuses (heute: rue Thiac), wo er am Abend des 31. Dezember 1809 starb.
Franz Beck zählt zu den Vertretern der sogenannten Mannheimer Schule, die einerseits als experimentell sowie andererseits als wegbereitend für die „klassischen“ Kompositionen des 19. und 20. Jahrhunderts gilt. In seinen Kompositionen finden sich deren Einflüsse ebenso wieder wie die der italienischen und französischen Musikkultur seiner Zeit. Überregionale Beachtung fanden sein Melodram Pandore & Prométhée und die Ouvertüre zu La Mort d‘Orphée. Beide Werke wurden auch in Paris erfolgreich aufgeführt, letzteres soll sogar zeitweise der französischen Fassung der Oper Orphée et Euridice von Christoph Willibald Gluck und Étienne-Nicolas Méhuls Le jeune Henri vorangestellt worden sein.

## Werke (Auswahl)

### Werke mit Opuszahl
- Op. 1: Sei Overture a più Stromenti (Paris, 1758)
- Op. 2: Six Simphonies a quatre Parties et Cors de Chasse ad Libitum (Paris, 1760)
- Op. 3: Sei Sinfonie a piu Stromenti (Paris, 1762)
- Op. 4: Six Sinfonies a plusieurs Instruments (Paris, 1766)
- Op. 5: Six Symphonies a quatre Parties obligées avec Hautbois ou Fluttes, et Cors de Chasses composées de differents Auteurs (Paris) (nur Nr. 5 von Beck)
- Op. 5: 18 Sonates pour le Clavecin ou le Piano Forte (Paris, 1772 oder früher)
- Op. 10: Sei Sinfonie a più Stromenti composte da vari Autori (Paris) (nur Nr. 2 von Beck)

### Geistliche Vokalmusik
- Stabat Mater für Soli, Chor und Orchester (1782; Paris, 25. u. 26. April 1783)
- Te Deum (1790)

### Oper/Melodram
- La Belle Jardinière (Bordeaux, 24. August 1767)
- L’isle déserte (1779)
- La Loterie d'amour (Bordeaux, 4. Juni 1789)
- Pandore & Prométhée, Melodram (Bordeaux, 11. Februar 1786; Paris, 2. Juli 1789)

### Schauspielmusik
- Chöre zu Athalie (Bordeaux, 11. November 1775)
- Konzertarien zu Les Trois Sultanes ou Soliman second (komp. in der Zeit von 1775 bis 1786)
- Belphégor ou La descente d'Arlequin aux enfers (Bordeaux, 9. Februar 1789)
- Le Comte de Comminges ou Les Amants malheureux (Bordeaux, 20. Dezember 1790)
- Les Peuples et les Rois (1793)

### Ballettmusik
- Les plaisirs du printemps (1784)
- Le coq du village (1784)
- La Mort d’Orphée (Bordeaux, 27. Oktober 1784)